# Malayotyphlops castanotus
Espèce
Synonymes
- Typhlops castanotus Wynn & Leviton, 1993

Malayotyphlops castanotus est une espèce de serpents de la famille des Typhlopidae. 

## Répartition
Cette espèce est endémique des Philippines. Elle se rencontre sur les îles de Negros, Panay, Boracay et Inampulugan.

## Description
L'holotype de Malayotyphlops castanotus, un mâle adulte, mesure 224 mm dont 7 mm pour la queue. Cette espèce a le dos et la tête brun foncé densément parsemé de chromatophores. Sa face ventrale est crème.

## Étymologie
Son nom d'espèce, du grec ancien κάστἄνα, kastanea, « noisette », et νωτος, notos, « dos », lui a été donné en référence à sa livrée.

## Publication originale
- Wynn & Leviton, 1993 : Two new species of blind snake, genus Typhlops (Reptilia: Squamata: Typhlopidae), from the Philippine Archipelago. Proceedings of the Biological Society of Washington, vol. 106, no 1, p. 34-45 (texte intégral).